# Eparchie sočinská
Eparchie Soči je eparchie ruské pravoslavné církve nacházející se v Rusku.

## Území a titul biskupa
Zahrnuje správní hranice území městského okruhu Soči a také Tuapsinského rajónu Krasnodarského kraje.
Eparchiálnímu biskupovi náleží titul biskup sočinský a tuapsinský.

## Historie
Eparchie byla zřízena rozhodnutím Svatého synodu dne 28. prosince 2018 oddělením území z jekatěrinodarské eparchie. Stala se součástí kubáňské metropole.
Prvním eparchiálním biskupem se stal biskup jejský a timašovský German (Kamalov).

## Seznam biskupů
- od 2018 German (Kamalov)